# Wzmacniacz optyczny
Wzmacniacz optyczny – urządzenie wzmacniające sygnał optyczny (promieniowanie świetlne) bezpośrednio, bez konwersji na sygnał elektryczny. Podobnie jak laser, wykorzystuje zjawisko emisji wymuszonej w ośrodku czynnym. Używa się go, między innymi, w światłowodach.

## Rodzaje wzmacniaczy
Rodzaje wzmacniaczy optycznych:
- wzmacniacz półprzewodnikowy (SOA)

Zasada działania domieszkowanego światłowodowego wzmacniacza optycznego

- wzmacniacze światłowodowe – domieszkowane jonami metali ziem rzadkich:
  - erbem (EDFA) – pracujący w III oknie telekomunikacyjnym (1550 nm)
  - prazeodymem (PDFA) – pracujący w II oknie telekomunikacyjnym (1300 nm)
  - iterbem (YDFA) – pracujący w zakresie 1 μm
  - neodymem (NDFA) – pracujący w zakresie 1 μm
  - tulem (TDFA) – pracujący w zakresie 2 μm
  - holmem – pracujący w zakresie 3 μm
- wzmacniacz Ramana
- wzmacniacz Brillouina

### Wzmacniacze półprzewodnikowe
Wykonuje się je z półprzewodników podobnie jak lasery półprzewodnikowe Fabry’ego-Perota, ale nie mają one luster odbijających światło, a – wręcz przeciwnie – powierzchnie wejścia i wyjścia sygnału formuje się tak, by nie odbijały światła. Inwersję obsadzeń uzyskuje się poprzez elektryczne wzbudzanie ośrodka.

### Wzmacniacze światłowodowe
Podstawowym elementem tego wzmacniacza jest odcinek światłowodu domieszkowanego jonami o energii stanów metastabilnych nieco większych od energii fali przenoszonej przez światłowód. Światło lasera wzbudza jony do stanu o wysokiej energii (pompowanie optyczne). W wyniku emisji wymuszonej wzbudzony światłowód generuje światło, gdy przechodzi przez niego światło wzmacniane. Ośrodek światłowodu wzmacnia tylko określony zakres długości fali (tak zwane okno wzmocnienia), zależnej od właściwości spektroskopowych jonów domieszki, struktury szkła światłowodu oraz długość fali i mocy lasera pompującego.
Powszechnie stosowaną domieszką we wzmacniaczach światłowodowych są jony metali ziem rzadkich, przeważnie erbu. Jony erbu wzbudzone światłem o długości fali około 980 nm umożliwiają efektywne wzmacnianie sygnałów o długości fali około 1500 nm. W zakresie tym pracują często światłowody telekomunikacyjne.